# Mycose
 Mise en garde médicale
Une mycose est une infection fongique provoquée par une ou plusieurs espèces de microchampignons parasites ou saprophytes. Les pathologies fongiques étudiées par la mycologie médicale, sont souvent subdivisées en infections appelées superficielles, mycoses sous-cutanées et mycoses systémiques. Elles concernent le plus souvent de petites zones de la peau et/ou des muqueuses. Beaucoup plus rarement le champignon envahit des organes internes (quand il s'agit des poumons ils peuvent y provoquer une infection évoquant une pneumonie ou une tuberculose pulmonaire).
Les infections graves ne surviennent habituellement que chez des individus immunodéficients, c'est-à-dire dont le système immunitaire a été inhibé ou détruit soit par une maladie comme le sida, soit par des médicaments anticancéreux ou par des radiations. Elles peuvent également concerner des patients traités par des hormones stéroïdes comme le cortisol, atteints de diabète sucré, et traités aux antibiotiques.

## Organismes responsables
De très nombreuses espèces de champignons ou levures microscopiques peuvent se révéler pathogènes pour l'homme dans certaines conditions. De nouvelles espèces peuvent encore être découvertes. Les progrès de la connaissance du génome des dermatophytes ont récemment conduit à reclasser l'ancienne variété zoophile Trichophyton mentagrophytes var. en Trichophyton mentagrophytes (espèce distincte).
Des microlésions de la peau ou une baisse des défenses immunitaires leur permettent de pénétrer l'épiderme puis le derme, ou des muqueuses.
Deux grands types de mycoses sont :
- les candidoses : elles sont dues à des champignons du genre Candida, qui affectent la peau et/ou les muqueuses, notamment de la bouche et des parties génitales. La candidose vaginale peut être très gênante, cause de douleurs, de brûlures et/ou de démangeaisons.
- les dermatophytoses : elles peuvent affecter la peau, les ongles et les cheveux — la forme la plus fréquente étant le pied d'athlète[2]. À cette catégorie appartient notamment la teigne qui touche le cuir chevelu et provoque une alopécie ; des dermatophytes (dits anthropophiles ou zoophiles selon qu'ils ciblent préférentiellement l'Homme ou des animaux proches de l'Homme). Ces dermatophytes appartiennent aux genres Trichophyton (T.), Microsporum (M.) et Epidermophyton (E.)[3].

La dermatophytie et l'onychomycose peuvent ainsi être causées par au moins trois espèces de dermatophytes anthropophiles :
1. T. rubrum,
2. T. interdigitale et
3. Epidermophyton floccosum.

T. interdigitale (autrefois dénommé T. mentagrophytes) est aujourd'hui le deuxième dermatophyte le plus commun en Allemagne. 
Tous ces dermatophytes ciblent dans la couche de peau, dans le cheveu ou dans l'ongle la cytokératine, une matière protéique dure et ferme, qu'ils dégradent pour s'en nourrir. Pour cela ils sécrètent une enzyme dédiée : la kératinase, mais ils s'aident aussi d'autres enzymes protéolytiques (dont des nucléases) et de la cystéine dioxygénase considérés comme « facteurs de virulence ».

## Facteurs prédisposants
Plusieurs facteurs de prédisposition ont été découverts pour l'infection par tinea pedis et tinea unguium : ce sont principalement :
- les troubles circulatoires affectant les membres inférieurs[3] ;
- des troubles métaboliques tels que le diabète sucré[3] (risque plus élevé de tinea pedis et d'onychomycose[3]) ; L'onychomycose est maintenant considérée comme un prédicteur du syndrome du pied diabétique et le diabétique nécessitant une hémodialyse a 88 % de probabilités d'onychomycose de plus qu'un non-diabétiques[3] mais elle est également « significativement plus fréquente si les pieds ne sont pas lavés quotidiennement »[3] ;
- des troubles de l'immunité cellulaire (au moins pour la dermatophytose[3]) ;
- le psoriasis (27 % des personnes atteintes de psoriasis dont l'ongle de pied présente un changement d'apparence ont une onychomycose[3]) ;
- Facteurs génétiques et antécédents familiaux (dans le cas de l'onychomycose pour laquelle on a montré que « l'hérédité autosomique dominante d'un facteur de susceptibilité favorise le développement d'une onychomycose sous-unguéale distale due à Trichophyton rubrum » et que certaines populations (juifs ashkénazes par exemple) sont protégés de l'onychomycose grâce à l'antigène leucocytaire humain DR4 (HLA-DR4).

## Terminologie
L'adjectif en rapport avec « mycose » est « mycosique », synonyme de « fongique ». Le terme « mycotique », bien que largement employé ne figure pas dans les différents dictionnaires. Une exception est l'expression « anévrisme mycotique », complication classique d'une endocardite infectieuse, mais qui n'est pourtant causée par aucune mycose.

## Prévalence, tendances épidémiologiques
Les infections fongiques superficielles de la peau et des ongles, plus on moins contagieuses selon les souches et les contextes ont une forte prévalence dans le monde : 20 à 25 % de l'humanité souffre périodiquement de mycoses cutanées, le plus souvent bénignes ; c'est donc l'une des infections microbiennes les plus fréquentes. Les mycoses des ongles touchent certains groupes à risque (dont diabétiques, porteurs de psoriasis) plus que la population générale.
Dans le monde Trichophyton rubrum, T. interdigitale (mentagrophytes var. Interdigitale), M. canis, M. audouinii, T. tonsurans et T. verrucosum semblent être largement dominants, mais « les taux d'attaque et l'incidence des mycoses spécifiques peuvent varier considérablement. Les conditions socio-économiques locales et les pratiques culturelles peuvent également influencer la prévalence d'une infection particulière dans une zone donnée ». Ainsi le pied d'athlète, généralement dû à T. rubrum est plus répandu dans les pays développés (port des chaussures fermées et chaussettes ?) que dans les pays pauvres où inversement les mycoses du cuir chevelu (tinea capitis) causées par T. soudanense ou M. audouinii seront plus courantes. Au sein des espèces courantes, on observer une forte variabilité inter- et intra-continentale des souches en cause et de leur prévalence.
Les infections cutanées superficielles liées à Malassezia (pityriasis versicolor surtout) sont très fréquentes.
Les agents pathogènes les plus couramment identifiés chez les enfants et les adolescents sont les dermatophytes zoophiles pour lesquels certains animaux (chats, rongeurs, dont cochons d'Inde par exemple) sont des sources d'infection et de transmission ; les bovins sont aussi de plus en plus sources de Trichophyton verrucosum (faibles taux de vaccination du bétail et des veaux en particulier) ; veaux et vaches sont alors source d'infection principalement d'enfants et adolescents en vacances dans une ferme (maladie désormais considérée comme maladie professionnelle et à signalement obligatoire en Allemagne).
Contrairement à ce que son nom latin laisse entendre le réservoir de M. canis serait plutôt le chat avec pour les cas étudiés en Allemagne une contamination la plus fréquente en vacances en Europe du Sud (Espagne, Italie, Grèce) ou du Sud-Est (Balkans, dont Bulgarie) ou en Afrique du Nord (Tunisie, Maroc) ; en Italie, 100 % des chats errants testés se sont montrés porteurs de M. canis.

### Tendances
- Des moisissures non dermatophytes (NDM) sont de plus en plus souvent à l'origine de l'onychomycose des ongles des pieds[3].
- Un phénomène d'abord passé inaperçu a été récemment souligné en Allemagne est un changement de pathogènes vers les infections à Trichophyton (Arthroderma benhamiae) qui peut provoquer une teigne accompagnée d'une inflammation sévère chez les enfants/adolescents et des patients immunodéprimés. Cette évolution est passée inaperçue d'une part car la maladie n'est pas à déclaration obligatoire et d'autre part parce que ce microchampignon pathogène peut, lors du diagnostic, être très facilement confondue avec M. canis, T. interdigitale, T. erinacei ou T. soudanense). Un test d'identification de A. benhamiae dans des flocons de peau est maintenant disponible (PCR-Elisa)[3].
- Un pathogène émergent, dermatophyte zoophile transmis aux humains par des hérissons non menacés importés d'Afrique en Europe est Trichophyton erinacei, qui cause une inflammation sévère[3].

## Détection, diagnostic
Les mycoses externes présentent pour certaines des caractéristiques susceptibles d'orienter le diagnostic.
C'est le cas par exemple d'un microchampignon comme Hendersonula toruloidea qui peut infecter la peau ou les ongles ou des mycoses de la langue (aussi dites perlèche, muguet… par exemple dues à candida albicans) qui apparaissent parfois après un traitement antibiotique ou chez des personnes en état de déficit immunitaire.
Les endomycoses (mycoses internes) sont beaucoup plus difficiles à détecter.
Depuis quelques années des tests biomoléculaires se développent, qui permettent de détecter un nombre croissant de souches pathogènes, par exemple dans le cadre d'analyses de sang.

## Traitements

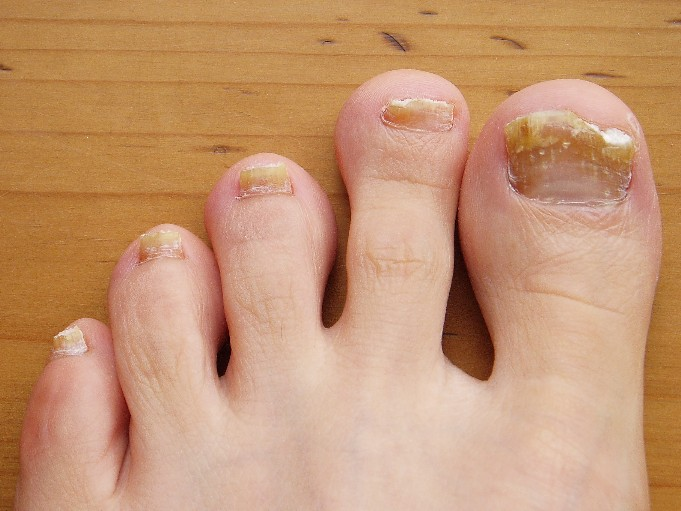
Onychomycose du gros orteil

Les médicaments sont des antibiotiques dits antifongiques ou fongicides. Les médicaments à ingérer présentent une certaine toxicité pour l'organisme (des microchampignons font partie de la flore intestinale naturelle).
Dans le cas de candidoses génitales relativement bénignes, on prescrit le plus souvent un ovule vaginal (exemple : Gynopévaryl). On complète parfois le traitement par une crème, dont on sait depuis peu qu'il n'est pas nécessaire de la prescrire au partenaire sexuel[réf. nécessaire]. Si la mycose revient fréquemment il est possible de prescrire un ovule chaque mois.
Dans l'onychomycose (infection de l'ongle) réfractaire au traitement, les troubles de la kératinisation affectant la peau et les ongles sont plus fréquents que ce qu'on avait précédemment estimé.

## Dans le monde animal

### Chez les poissons
Les mycoses du poisson sont caractérisées par des croissances duveteuses comme du coton en amas. Les champignons attaquent les parties du corps dont le mucus a été abimé. Ces mycoses sont une infection secondaire d'une blessure existante. Elles peuvent être détruites en traitant tout le bac au fongicide.

## Chez les amphibiens
Depuis quelques années des mortalités massives d'amphibiens sont dues à une maladie émergente. Il s'agit d'une infection fongique qui s'étend dans le monde, et qui est en partie responsable du déclin des populations d'amphibiens dans le monde.
Le champignon en cause est un Chytride (chytridiomycète) dénommé Batrachochytrium dendrobatidis). La mycose qu'il provoque est dénommée Chytridiomycose. En 2004, 30 % des espèces mondiales d'amphibiens étaient concernées.
et « en moins de trente ans […] plus de 120 espèces ont disparu et 435 ont fortement régressé ».

#### Bases de données et dictionnaires
- Ressources relatives à la santé :   - Diseases Ontology
  - DiseasesDB
  - Medical Subject Headings
  - NCI Thesaurus
  - Orphanet
  - WikiSkripta
- Ressource relative à la recherche :   - JSTOR
- Notices dans des dictionnaires ou encyclopédies généralistes :   - Britannica
  - Gran Enciclopèdia Catalana
  - Universalis
- Notices d'autorité :   - BnF (données)
  - LCCN
  - GND
  - Japon
  - Israël
  - Tchéquie